# Charles Robberts Swart

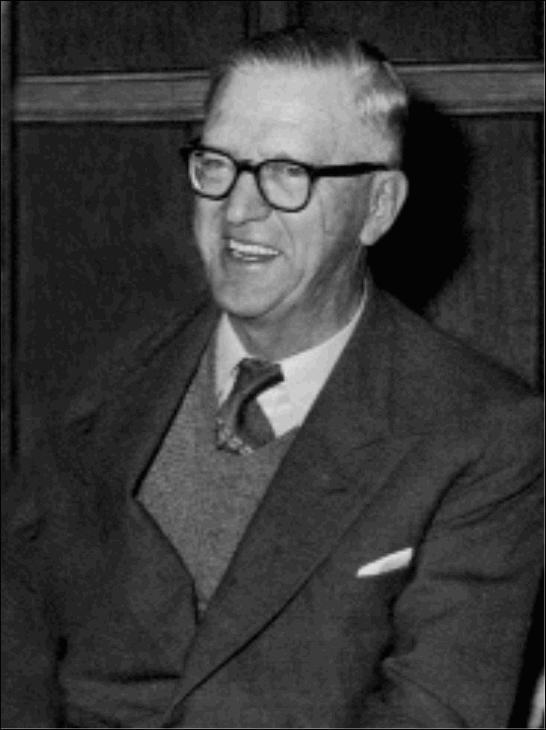
Charles Robberts Swart

Charles Robberts Swart (* 5. Dezember 1894 in Winburg, Oranje-Freistaat; † 16. Juli 1982 in Bloemfontein) war ein südafrikanischer Politiker.
Charles Robberts Swart wurde während des Burenkrieges 1900 mit seiner Mutter für mehrere Jahre in einem britischen Konzentrationslager gefangen gehalten. Nach seiner Freilassung studierte er Jura und Philosophie in Bloemfontein. Nach weiteren Studienjahren in den USA kehrte er nach Südafrika zurück. 1919 wurde er Mitglied der Nasionale Party. Neben seiner politischen Arbeit betätigte er sich in den folgenden Jahren als Journalist und hielt juristische Vorträge.
1948 wurde er Justizminister im Kabinett von Daniel François Malan. Diese Position behielt er in der folgenden Regierung bei. 1955 wurde er stellvertretender Ministerpräsident. Swart war ein Vertreter der Apartheid und erließ zahlreiche Gesetze und Bestimmungen, die das Leben der Schwarzen stark einschränkten. 1959 wurde er zum Generalgouverneur der Südafrikanischen Union ernannt. 1960 beschloss die Südafrikanische Union mit einem Referendum die Abschaffung der Monarchie, in dessen Folge es 1961 zur Gründung der Republik Südafrika kam. Swart wurde am 31. Mai 1961 zum ersten Präsidenten der Republik Südafrika gewählt. Am 31. Mai 1967 trat er aus gesundheitlichen Gründen zurück.
Die Rhodes University verlieh ihm 1962 einen Ehrendoktor. Diese Ehrung galt bereits damals als umstritten. Sie stand im Zusammenhang mit seinem Wirken als ehemaliges Regierungsmitglied, bei dem er maßgeblich am Extension of University Education Act (Act 45/1959) mitgewirkt hatte. Durch dieses Gesetz war die rassistisch motivierte Spaltung der Hochschullandschaft des Landes gesetzlich fixiert worden. In der Folge dieser Universitätsentscheidung trat ihr damaliger Rektor Basil Schonland von diesem Repräsentationsamt zurück.